# Slang (Album)
Slang ist das 1996 veröffentlichte sechste Studioalbum der britischen Hard-Rock-Band Def Leppard. Es markierte einen Wandel in der musikalischen Ausrichtung der Band und ist das einzige Album, auf dessen Cover das Markenlogo der Gruppe nicht verwendet wurde.

## Hintergrund
Die Arbeiten an den Aufnahmen zu diesem Album fielen in eine Zeit, als fast alle Mitglieder der Gruppe mit persönlichen Problemen zu kämpfen hatten. Außerdem war der Musikproduzent Mutt Lange zum ersten Mal seit 1981 überhaupt nicht an der Entstehung des Albums beteiligt, was der Gruppe Raum für klangliche und vor allem textliche Experimente gab. Zum ersten Mal überhaupt konnten sich echte Gefühle in den Texten der Gruppe niederschlagen. Ein weiterer Vorteil, den die Band in Langes Abwesenheit sah, war die Möglichkeit, gemeinsam als Gruppe aufzunehmen. Diese Aufnahmen fanden in einem Haus in Marbella (Spanien) statt.
Slang wurde am 14. Mai 1996 veröffentlicht; insgesamt wurden vier Singles ausgekoppelt, nämlich das Titelstück im Mai 1996, außerdem Work It Out (Juli 1996), All I Want Is Everything (September 1996) sowie Breathe a Sigh im November 1996.

## Rezeption
In den USA erreichte das Album Platz 14 der Billboard 200, in Großbritannien Platz 5. Es war bis dahin das erste Album der Band, das in den USA nicht mit Platin ausgezeichnet wurde. Es gelang der Gruppe nur in ihrem Heimatland Großbritannien, alle vier Singles in den Musikcharts zu etablieren.
Thomas Kupfer (Rock Hard) schrieb zu diesem Album, die Band habe „den Spagat zwischen Weiterentwicklung und traditionellen Klängen geschafft“, das Album sei „als rundum gelungen“ zu bezeichnen. Dank „orientalisch klingender Gitarrenparts, Vocaleffects und eines guten Grooves“ würde bereits das erste Stück des Albums (Truth) „schnell zum absoluten Ohrwurm“ avancieren. Andere Stücke (Slang) wüssten „mit der Kombination aus harten Gitarren, einem fast poppigen Schlagzeugrhythmus und einem typischen Leppard-Refrain“ zu überzeugen. Die Titelsammlung beweise „eindrucksvoll, daß Def Leppard endgültig den Sprung in die Neunziger geschafft“ hätten. Im Fazit stellt er fest, das Album sei „eine mehr als achtbare Vorstellung der Band“.

## Titelliste
1. Truth? (Campbell, Collen, Elliott, Savage) 3:00
2. Turn to Dust (Collen) 4:21
3. Slang (Collen, Elliott) 2:37
4. All I Want Is Everything (Elliot, Elliott) 5:20
5. Work It Out (Campbell) 4:49
6. Breathe a Sigh (Collen) 4:06
7. Deliver Me (Collen, Elliott) 3:04
8. Gift of Flesh (Collen) 3:48
9. Blood Runs Cold (Collen, Elliott) 4:26
10. Where Does Love Go When It Dies (Collen, Elliott) 4:04
11. Pearl of Euphoria (Collen, Elliott, Savage) 6:21